# 역내성
역내성(Reverse tolerance)은 반복 사용 후 약물에 대한 피험자의 반응(긍정적 또는 부정적) 증가를 나타내는 약리학적 현상이다. 모든 약물이 역내약성을 보이는 것은 아니다.
이는 약물 내성 (약물)의 반대이며, 반복 사용 시 효과나 대상의 반응이 감소한다. 두 가지 개념은 양립할 수 없으며 관용은 때때로 역관용으로 이어질 수 있다. 예를 들어, 술을 많이 마시는 사람은 처음에는 알코올에 대한 내성이 생겨 유사한 효과를 얻으려면 더 많은 양을 마셔야 하지만, 과도한 음주는 간 손상을 유발할 수 있으므로 이 그룹은 아주 적은 양의 알코올을 마셔도 중독될 위험이 있다. 역내성의 한 형태인 민감화는 알코올의 긍정적이고 도취적인 효과에 대해 급속하게 발전하지만, 장기간 사용하면 감소하는 진정 및 호흡 억제와 같은 신체적 효과에는 그렇지 않다. 그러나 벤조디아제핀이나 신경활성 스테로이드를 투여하면 이러한 감작이 발생하지 않으며 반복 사용 시 효과가 약화될 뿐이다.
역내성은 코카인이나 암페타민과 같은 각성제 사용자에게서도 발생할 수 있다. 이전에 기분전환용으로 복용한 용량은 일반 사용자에게 정신병을 유발할 만큼 충분할 수 있으며, 이전에 정신병 에피소드를 경험한 사용자가 향후 약물 사용이 계속되면 더 낮은 용량으로 정신병 에피소드를 겪을 가능성이 더 높을 수 있다.
어떤 경우에는 약물 감작이 약물 내성으로 인한 무감각을 줄이기 위한 의학적 개입을 의미할 수도 있다.